# Шарна (коммуна)
Шарна́ (фр. и окс. Charnas) — коммуна во Франции, находится в регионе Рона — Альпы. Департамент коммуны — Ардеш. Входит в состав кантона Серьер. Округ коммуны — Турнон-сюр-Рон.
Код INSEE коммуны — 07056.
Коммуна расположена приблизительно в 440 км к юго-востоку от Парижа, в 50 км южнее Лиона, в 70 км к северу от Прива.

## Население
Население коммуны на 2008 год составляло 715 человек.
| 1962 | 1968 | 1975 | 1982 | 1990 | 1999 | 2008 |
| ---- | ---- | ---- | ---- | ---- | ---- | ---- |
| 255  | 264  | 280  | 297  | 369  | 511  | 715  |

## Экономика

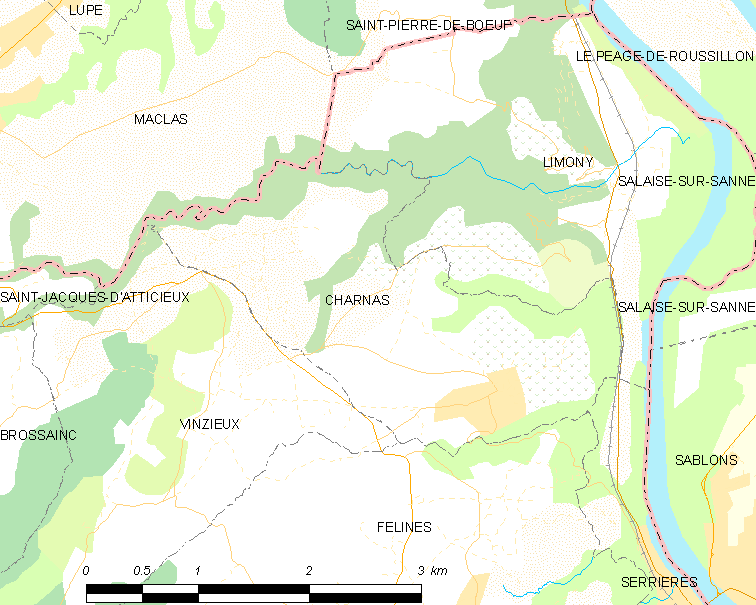
Карта коммуны

В 2007 году среди 437 человек в трудоспособном возрасте (15—64 лет) 326 были экономически активными, 111 — неактивными (показатель активности — 74,6 %, в 1999 году было 68,7 %). Из 326 активных работали 306 человек (166 мужчин и 140 женщин), безработных было 20 (7 мужчин и 13 женщин). Среди 111 неактивных 41 человек были учениками или студентами, 31 — пенсионерами, 39 были неактивными по другим причинам.